# P&L Transportation
P&L Transportation (bis 2012 Four Rivers Transportation – FRTI) ist ein amerikanisches Holdingunternehmen im Schienenverkehr mit Sitz in Wilmington, Delaware.

## Geschichte
Die Bahnstrecke von Paducah nach Louisville (Paducah and Louisville Railway) wurde am 27. August 1986 von der Illinois Central Gulf Railroad an die neu gegründete CG&T Co. Inc. verkauft. Am 18. November 1988 übernahm die finanzierende Bank First Chicago Corporation mit der Tochtergesellschaft Rail Holdings Inc. (ab Juli 1990 als Kentucky Railworks Inc) die Gesellschaft.
Das Management der Paducah and Louisville Railway verband sich 1995 mit der Class-I-Bahngesellschaft CSX Transportation zur Übernahme der Bahngesellschaft. Die Beteiligten gründeten deshalb die Four Rivers Transportation Inc.
Im August 2005 wurde die Tochtergesellschaft Evansville Western Railway gegründet, die ab 1. Januar 2006 die Bahnstrecke von Evansville (Indiana) nach Okawville (Illinois) von der CSX pachtete und in eigener Regie betreibt. Diese Gesellschaft wurde zunächst als Tochtergesellschaft der Paducah and Louisville Railway eingegliedert.
Im Mai 2006 übernahm die Gesellschaft die Appalachian and Ohio Railroad. Diese CSX-Strecke von Grafton nach Cowen in West Virginia war vordem für ein Jahr von Watco Companies betrieben worden.
Im Rahmen einer Unternehmensreorganisation 2007 wurde alle drei Bahngesellschaften zu direkten Tochtergesellschaften der Holding. 2012 änderte das Unternehmen seinen Namen in P&L Transportation.

## Eigentumsverhältnisse
An der P&L Transportation ist seit Gründung die CSX mit 35 % der stimmberechtigten Stammaktien beteiligt. 65 % sind im Eigentum des P&L-Managements. Weiterhin hält die CSX 100 % der stimmrechtslosen Vorzugsaktien und hat das Recht auf einen der drei Sitze im Aufsichtsrat der FRTI und drei der sieben Aufsichtsratssitze der Paducah & Louisville.

## Tochtergesellschaften
- Paducah and Louisville Railway
- Evansville Western Railway
- Appalachian and Ohio Railroad
- Midway Southern Railroad

## Unternehmensleitung
- 1995–2023: Anthony V. Reck (President 1995–2010, Chief Executive Officer1995–2022 und Chairman of the Board)
- 2010–2023: Tom Garrett (President 2010–2023, Chief Executive Officer 2022)
- seit 2023: Tom Greene (President, Chief Executive Officer, President)[3]